# Assemblée Uruguay
Assemblée Uruguay (Asamblea Uruguay) est un groupe politique uruguayen, intégré au Front large (coalition de gauche), et dirigé par l'économiste réputé Danilo Astori. Social-démocrate, l'Assemblée Uruguay a été fondée en 1994 par Danilo Astori, alors membre indépendant du Front large et qui s'était fait remarquer pour son opposition, au Parlement, au gouvernement de Luis Alberto Lacalle (Parti blanco).

## Histoire
À la fondation de l'Assemblée Uruguay, Danilo Astori était considéré comme un successeur possible du dirigeant du Front large, Líber Seregni. Il réunit alors plusieurs membres indépendants du Front large pour créer ce parti, qui intégra aussi des membres d'autres tendances, telles que Democracia Avanzada. Le nouveau groupe devint une force importante au sein de la coalition de gauche, obtenant environ la moitié des sièges du Front large lors des élections de 1994.
Sous le second gouvernement Sanguinetti (Parti colorado, 1995-2000), l'Assemblée Uruguay maintint un dialogue constant avec le gouvernement colorado, quoiqu'il finît souvent par voter contre la majorité afin de respecter la discipline de vote avec le Front large (ce fut le cas lors de la réforme de la sécurité sociale qui créa l'Administradora de fondos de ahorro previsional (es), ou encore lors de la réforme constitutionnelle de 1996). Il réussit en outre à faire élire Carlos Baraibar en tant que président de la Chambre des députés, qui devint ainsi le premier à ce poste à ne pas appartenir aux deux partis traditionnels (blanco et colorado).
Après la victoire du Front large aux élections de 2004 et l'élection de Tabaré Vázquez à la présidence, Danilo Astori fut nommé ministre de l'Économie. Il fut aussi candidat aux élections internes du Front large en 2009, représentant la tendance centriste au sein du Front et arrivant deuxième après l'ex-Tupamaro José Mujica.
Fin août 2009, l'Assemblée Uruguay s'intégra au Front Líber Seregni, aux côtés de l'Alliance progressiste, le Nouvel espace, et d'autres groupes. Elle a obtenu trois sièges de sénateurs aux élections générales d'octobre 2009 (Danilo Astori, Carlos Baráibar, Susana Dalmás). Le groupe a choisi le député Carlos Varela comme candidat à la municipale de Montevideo, en mai 2010, candidature qui doit encore être entérinée par le Front large. Soutenue par le Mouvement de participation populaire (MPP), cette candidature doit rivaliser avec celle de Daniel Martínez, lancée par le Parti socialiste.

## Source originale
- (es) Cet article est partiellement ou en totalité issu de l’article de Wikipédia en espagnol intitulé « Asamblea Uruguay » (voir la liste des auteurs).